# Cornelia Parker

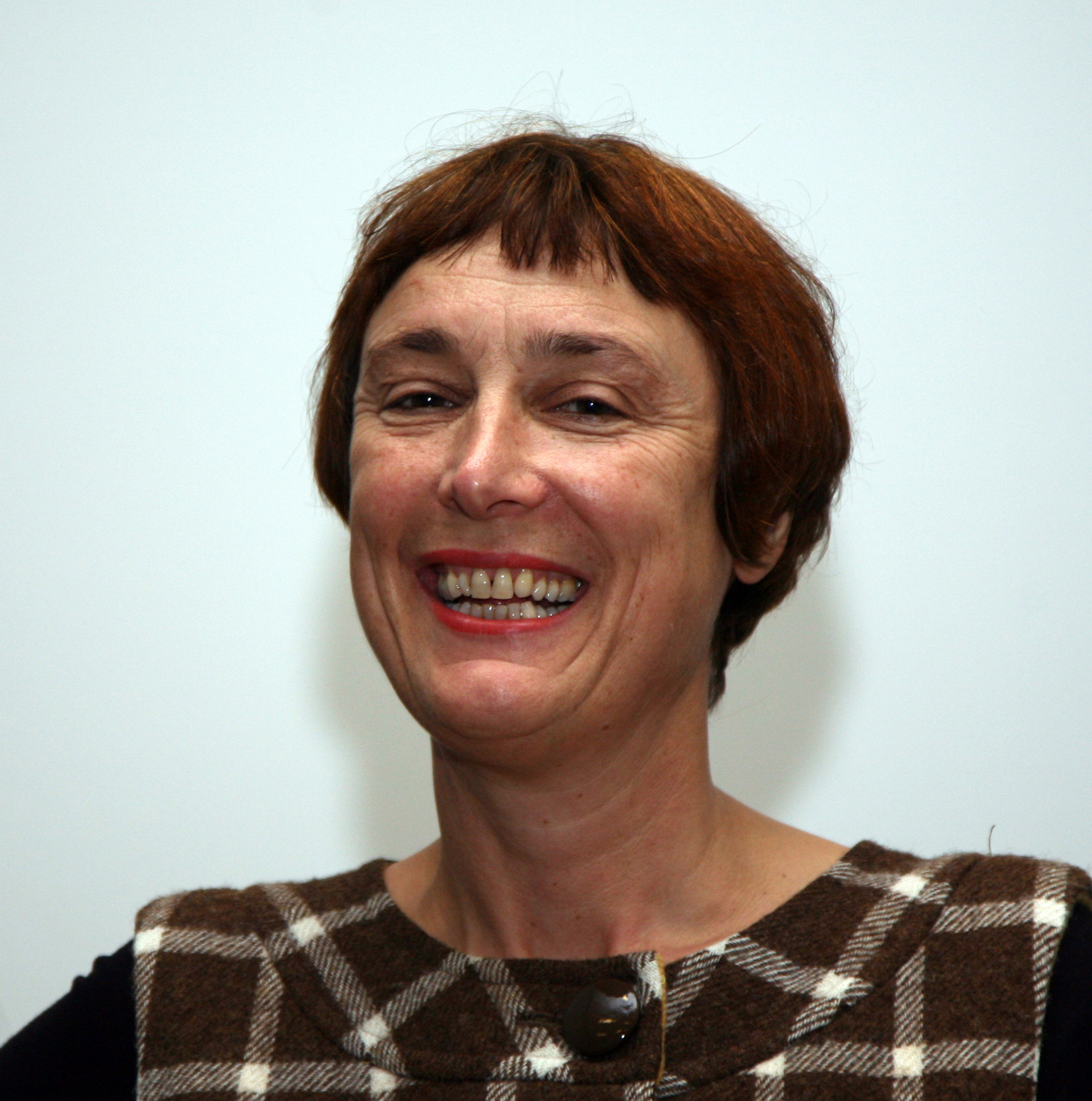
Cornelia Parker

Cornelia Ann Parker (* 1956 in Cheshire, Vereinigtes Königreich) ist eine englische Bildhauerin und Installationskünstlerin.

## Leben und Karriere
Cornelia Parker studierte am Gloucestershire College of Art and Design (1974–75) und an der Wolverhampton Polytechnic (1975–78). Sie erhielt ihren MFA an der Reading University im Jahr 1982 und die Ehrendoktorwürde an der University of Wolverhampton im Jahr 2000, an der University of Birmingham (2005) und der University of Gloucestershire (2008).
Im Jahr 1997 kam Cornelia Parker in die engere Auswahl für den Turner Prize, zusammen mit Christine Borland, Angela Bulloch und Gillian Wearing (die den Preis gewann).
Sie ist bekannt für große Raum-Installationen wie Cold Dark Matter: An Exploded View (1991), wo sie ein Gartenhaus von der Britischen Armee in die Luft sprengen ließ und die Fragmente in einer Art Momentaufnahme der Explosion anordnete. In der Mitte war ein Licht installiert, das die Schatten des Holzes dramatisch an die Wände des Raumes warf.
Parkers überzeugende Umsetzungen von vertrauten, alltäglichen Gegenständen untersuchen die Natur der Materie, testen physikalische Eigenschaften und spielen mit privaten und öffentlichen Meinungen und Werten. Parker beschäftigt sich mit zahlreichen Methoden wie Explodieren, Quetschen, Dehnen, um mit Materialien, die beladen sind mit historischen Assoziationen, wie zum Beispiel einer Feder aus Sigmund Freuds Kissen, ihre Kunst zum Ausdruck zu bringen.
The Maybe (1995) in der Serpentine Gallery war eine Zusammenarbeit mit der Schauspielerin Tilda Swinton, die, scheinbar schlafend, in einer Vitrine lag, umgeben von anderen Vitrinen mit Reliquien berühmter historischer Persönlichkeiten wie Mrs. Simpsons Schlittschuhen, Charles Dickens Federkiel und Königin Victorias Strumpfhosen.
Als weitere Intervention mit einem historischen Kunstwerk umwickelte sie – als Beitrag zu Tate Triennale Days Like These – Rodins Skulptur The Kiss im Tate Britain mit einer Meile Schnur (2003). Sie wurde unter dem Titel The Distance (A Kiss with String Attached) ausgestellt.
Avoided Object ist eine fortlaufende Reihe kleinerer Arbeiten, die in Zusammenarbeit mit verschiedenen Institutionen, darunter dem Royal Armouries Museum (Leeds) und Madame Tussauds, entwickelt wurde. Diese Objekte wurden ihrer wahren Identität beraubt, in dem sie verbrannt, beschossen, gequetscht, gedehnt, gezogen, in die Luft gesprengt oder einfach nur von einer Klippe geworfen wurden. Cornelia Parker war schon seit langem fasziniert von Todesfällen in Zeichentrickserien: Tom von einer Dampfwalze überrollt oder Jerry gespickt mit Einschusslöchern. Das „Ableben“ mancher Objekte wird einfach nur inszeniert, oder es hat seine Ursachen in Unfällen bzw. durch einfache, natürliche Umstände.
Ein weiteres Beispiel für diese Arbeiten ist Pornographic Drawings (1997), welches aus mehreren Tuschezeichnungen besteht, die aus vom Zollamt beschlagnahmten (pornographischen) Videobändern mit Hilfe von Lösungsmitteln hergestellt wurden.

„I resurrect things that have been killed off... My work is all about the potential of materials - even when it looks like they've lost all possibilities.“

Am 13. Februar 2008 eröffnete eine Ausstellung von Cornelia Parker in der Whitechapel Art Gallery in London, organisiert in Zusammenarbeit mit Friends of the Earth. Sie umfasste einen 40-minütigen Film – Chomskian Abstract, 2007 –, welcher ihr Interview mit dem Schriftsteller und Linguisten Noam Chomsky zeigt, sowie Parkers Poison and Antidote-Zeichnungen (2004), deren schwarze Tinte Schlangengift enthält und die weiße Tinte das entsprechende Gegengift.
Cornelia Parker lebt und arbeitet in London. Ihre Arbeiten wurden 2008 in der 16. Sydney Biennale und 8. Sharjah Biennale aufgenommen. Sie hatte große Einzelausstellungen in der Serpentine Gallery, London (1998), Deitch Projects, New York (1998), ICA Boston (2000), der Galeria de Arte Moderne Civica in Turin (2001), im Württembergischen Kunstverein Stuttgart (2004), dem Modern Art Museum of Fort Worth, Texas (2006), Ikon Gallery, Birmingham (2007), dem Museo de Arte de Lima, Peru (2008) und dem Baltic Centre for Contemporary Art, Gateshead, Großbritannien (2010).
Sie wird vertreten durch Frith Street Gallery (London), D’Amelio Terras (New York), Guy Bärtschi (Genf), sowie Galeria Carles Tache (Barcelona).
Ihre Arbeiten befinden sich neben den großen öffentlichen Ausstellungen, wie zum Beispiel im MOMA (New York), der Tate Gallery, dem British Council, Henry Moore Foundation, De Young Museum (San Francisco) und der Yale Center for British Art, auch weltweit in privaten Sammlungen.
Sie erstellte Artwork mit dem Titel Snap zu dem Lied Four Kinds of Horses des 2023 in Einzeltiteln erscheinenden Albums i/o von Peter Gabriel.